# ریزسیاه‌چاله
ریزسیاه‌چاله سیاه‌چاله بسیار کوچکی است که به نام سیاه‌چالهٔ مکانیک کوانتومی یا سیاه‌چالهٔ خرد نیز خوانده می‌شود و تأثیرات مکانیک کوانتومی در مورد آن اهمیت زیادی می‌یابد.